# Aunty Donna
Aunty Donna ist eine australische surrealistische Comedy-Gruppe, die 2011 in Melbourne gegründet wurde.
Die Gruppe besteht derzeit aus den Darstellern und Autoren Mark Bonanno, Broden Kelly und Zachary Ruane sowie dem Autor und Regisseur Sam Lingham, dem Regisseur Max Miller und dem Komponisten Thomas Zahariou (ehemals Armstrong).
Ihre Werke umfassen zahlreiche Live-Shows, einen YouTube-Kanal, Podcasts, ein Studioalbum, die von Netflix produzierte Serie Aunty Donna's Big Ol' House of Fun, die von ABC produzierte Serie Aunty Donna's Coffee Cafe und ein Bilderbuch. 
Die Gruppe gründete 2018 außerdem gemeinsam eine Produktionsfirma, Haven't You Done Well Productions, über die sie sowohl ihre eigenen als auch andere Werke produzieren.
Sie arbeiten häufig mit anderen Comedians zusammen, darunter Michelle Brasier, Mish Wittrup und Demi Lardner.